# Acid house
Acid house este un subgen al muzicii house care a apărut în mijlocul anilor '80, având rădăcini în scena rave și în muzica electronică experimentală

### Caracteristici
1. Sunetul:
  - Acid house este cunoscut pentru utilizarea sintetizatoarelor Roland TB-303, care generează sunete distinctive, „acidice”. Această mașină de sintetizator produce linii de bas cu un ton caracteristic, care poate fi distorsionat și manipulat pentru a crea efecte variate. Sunetele sunt adesea acompaniate de kick-uri puternice și hi-hat-uri rapide.
2. Tempo:
  - De obicei, acid house are un tempo de aproximativ 120-130 BPM, similar cu alte stiluri de house, dar se distinge prin sunetele sale caracteristice și efectele sonore.
3. Structura:
  - Melodiile acid house sunt adesea repetitive, concentrându-se pe un groove hipnotic. Acest stil încurajează dansul, ceea ce îl face popular la petrecerile rave și în cluburi.

### Istoric
1. Origini:
  - Acid house a fost influențat de muzica disco, funk, electro și techno. A început să câștige popularitate în Chicago, dar a fost popularizat în special în Regatul Unit la sfârșitul anilor '80 și începutul anilor '90.
2. Cultura:
  - Acid house a fost asociat cu mișcarea rave și cultura clubbing-ului din anii '80 și '90, având o estetică vizuală distinctivă, care includea grafica psychedelică și utilizarea de culori neon. Petrecerile acid house erau adesea clandestine și promovau libertatea de exprimare și comunitatea.
3. Impact:
  - Acid house a avut un impact semnificativ asupra muzicii electronice ulterioare, influențând dezvoltarea altor subgenuri, precum trance și hardcore. De asemenea, a contribuit la popularizarea culturii rave în întreaga lume.

### Artisti și Piese Reprezentative
- Artisti:
  - Phuture: Considerați pionierii acid house, cu piesa lor „Acid Tracks”, care a avut un impact major asupra sunetului.
  - Josh Wink: Un alt artist influent, cunoscut pentru piesa „Higher State of Consciousness”.
  - DJ Pierre: Membru al Phuture, care a contribuit semnificativ la dezvoltarea stilului.
- Piese reprezentative:
  - „Acid Tracks” - Phuture
  - „Higher State of Consciousness” - Josh Wink
  - „Can You Feel It” - Mr. Fingers